# دونو
دونو (به ایتالیایی: Duno) یک کومونه در ایتالیا است که در استان وارزه واقع شده‌است.

## خصوصیات
دونو ۲٫۵ کیلومترمربع مساحت و ۱۶۳ نفر جمعیت دارد و ۵۳۰ متر بالاتر از سطح دریا واقع شده‌است.